# Croiseur non protégé

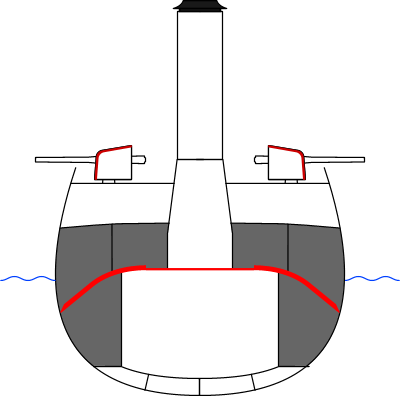
Schéma du croiseur protégé illustrant le système simple de protection. Les lignes rouges représentent le pont blindé et la protection des pièces d'artillerie. Les parties grises sont les soutes à charbon. Le blindage en soute permet l'étanchéité de la salle des machines et du double-fond. Le croiseur non protégé ne dispose pas de ses avancées.

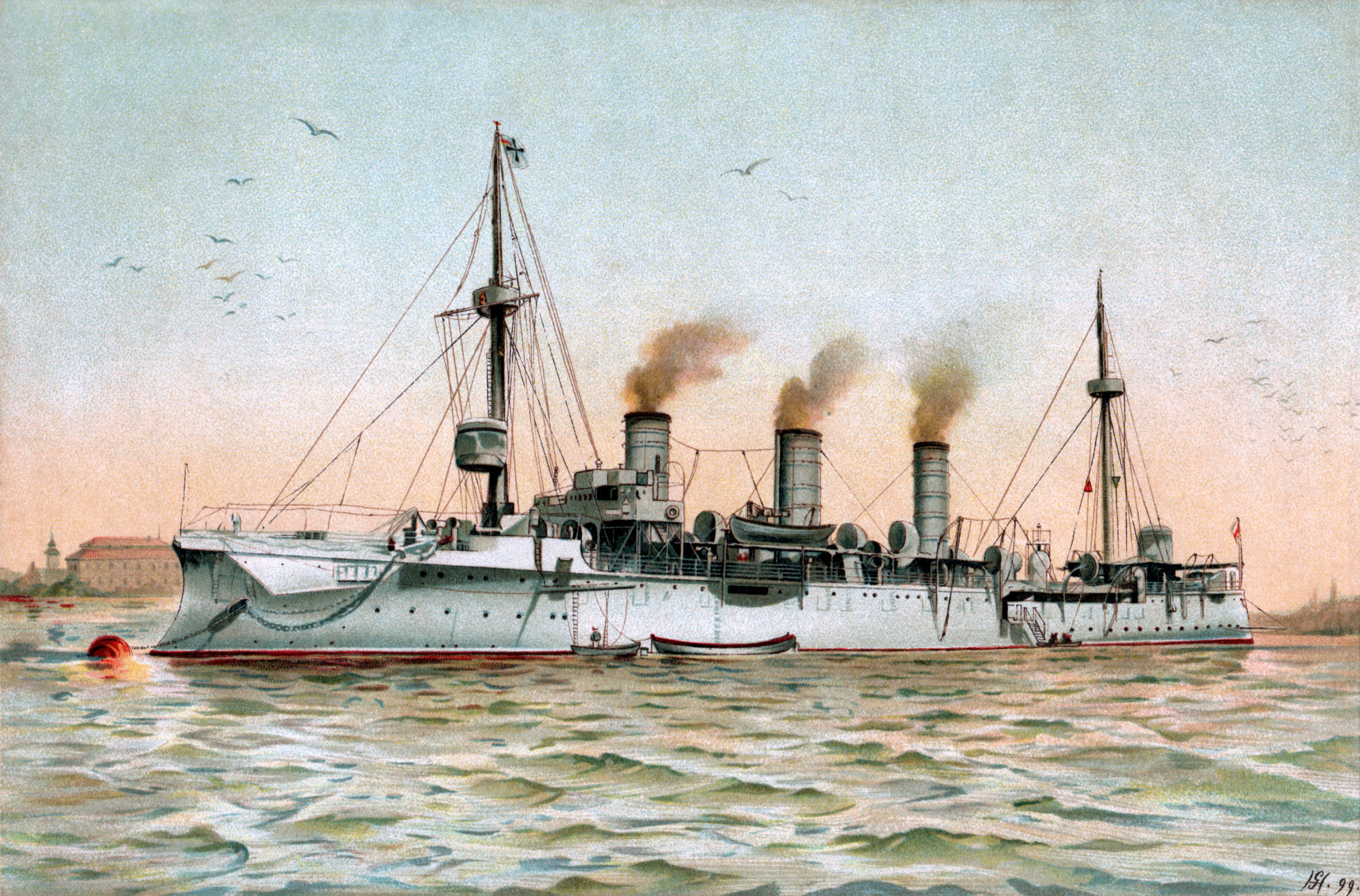
Le SMS Gefion, croiseur non protégé qui servit dans la marine de guerre allemande de 1895 à 1919

Le croiseur non protégé  est un type de croiseur de la marine de la fin du XIXe siècle. Les parties vitales ne sont pas, contrairement au croiseur protégé, recouvertes d'un blindage en dos d'âne de 30  à   80 mm d'épaisseur. Il fut construit de 1880 à 1905.

## Description
Il n'offre aucune protection sur les organes vitaux du navire, essentiellement la salle des machines et soutes à munitions. Il est considéré comme dépassé à cause des croiseurs protégés et encore lors de l'arrivée du croiseur léger et croiseur lourd.